# Maura Jorge
Maura Jorge Alves de Melo Ribeiro, mais conhecida como Maura Jorge (Lago da Pedra, 21 de setembro de 1962), é uma advogada e política brasileira filiada ao PP. Atualmente, é prefeita do Município de Lago da Pedra (MA) pela terceira vez.

## Vida pessoal
Filha de Waldir Jorge de Melo e de Raimunda Alves de Melo, ex-prefeita de Lago da Pedra, por quatro mandatos (1970 a 1972; 1977 a 1982; 1997 a 2000; 2000 a 2004),  mãe de Thayanne Evangelista, Waldir Neto, Rayanne Reis e Rui Neto, e sogra do deputado estadual e secretário de estado, Neto Evangelista. É graduada em Direito pela Universidade Ceuma.

## Carreira política

### Deputada Estadual
Começou a carreira política ao ser eleita deputada estadual pelo PFL em 1990, sendo reeleita em 1998, 2002 e 2006. Maura foi filiada ao PDT de Jackson Lago entre 2005 e 2007 e, em seguida retornou ao PFL. Pouco tempo depois de seu retorno, o partido alterou sua sigla para DEM.
Maura Jorge cumpriu um total de quatro mandatos na Assembleia Legislativa do Maranhão. Durante tal período, Maura foi Vice-presidente da Assembleia, Presidente da Comissão de Obras, Serviços Públicos e Educação, Presidente da Comissão de Defesa do Consumidor e Vice-líder de Governo. Entre seus projetos como deputada, destacam-se a implantação da UEMA em Pedreiras (Maranhão) e a criação do município de Lagoa Grande do Maranhão.

### Prefeita de Lago da Pedra
Foi eleita prefeita de Lago da Pedra em 2008, pelo DEM, sendo reeleita em 2012, pelo DEM. No último ano de seu segundo mandato como prefeita, Maura Jorge filia-se ao PTN, assumindo a presidência estadual deste partido. Ainda neste ano, seu partido mudou a sigla para Podemos.

### Candidatura ao Governo do Maranhão

#### Lançamento da pré-candidatura
Maura anunciou sua pré-candidatura ao governo do Maranhão pelo Podemos (Brasil), contando com apoio de políticos de vários municípios e lideranças da região tocantina do estado. O lançamento de sua pré-candidatura contou com a presença do presidenciável Álvaro Dias (PODE) e da presidente nacional do partido Renata Abreu. Desde então, Maura andou por muitos municípios divulgando o partido e seu nome para a pré-disputa. Maura articulava o apoio de quatro partidos (PSC, PRTB, PSDC e PHS) ao seu grupo. Além disso, houve diálogo com Eduardo Braide e o PMN.

#### Apoio de Jair Bolsonaro
Em abril de 2018, Maura se desfilia do Podemos e se filia ao PSL, contando com o apoio do presidenciável Jair Bolsonaro, para a sua eleição no Maranhão. Após a manifestação de apoio do presidenciável, Maura recebeu apoio de membros da direita maranhense e das associações conservadoras do estado. Grandes nomes da bancada evangélica também anunciaram apoio a sua candidatura, como o pastor Marco Feliciano. Em Junho de 2018, Maura recebe Bolsonaro no Maranhão. A visita do presidenciável reafirmou a aliança entre setores de direita e extrema-direita com a pré-candidatura de Maura. Em um dos pronunciamentos do presidenciável, Bolsonaro destacou cogitar Maura para ser sua vice na chapa pelo Palácio do Planalto.

#### Coligação Renovação de Verdade
A negociação com o PSDC, o PHS e o Podemos não se consolidou, pois os mesmos entraram em conflitos com o plano de coligação para a Câmara dos Deputados e para a Assembleia Legislativa. O grupo de três partidos migrou para a chapa do Roberto Rocha (PSDB). Eduardo Braide também esteve como possível apoiador de Maura Jorge. No entanto, o mesmo também formou chapa com Roberto Rocha. O PSC também teve o mesmo problema e acabou somando à chapa de Roseana Sarney (MDB). No fim, o grupo de Maura Jorge ficou somente com dois partidos pequenos (PSL e PRTB).
Em agosto de 2018, Maura é confirmada como candidata ao governo do Maranhão pela coligação "Renovação de Verdade", formada pelo PSL e pelo PRTB. A coligação escolheu o tenente-coronel Roberto Filho (PSL) como candidato a vice-governador e o empresário e ex-vereador de Itapecuru-Mirim, Samuel de Itapecuru (PSL), como candidato ao Senado Federal.  Sua coligação contou com apenas um candidato a senador. O PRTB declarou apoio à candidatura de Sarney Filho, como segundo senador.

#### Desempenho Eleitoral
Maura terminou a disputa em terceiro lugar, com quase 250 mil votos, 7,87% dos votos, ficando atrás do governador reeleito Flávio Dino (PCdoB) e da ex-governadora Roseana Sarney (MDB) e à frente do senador Roberto Rocha (PSDB) e dos candidatos do PSOL e PSTU. Não houve segundo turno, para as eleições estaduais, no Maranhão. A coligação não conseguiu eleger nenhum deputado federal, mas elegeu três deputados estaduais. O candidato ao Senado, Samuel de Itapecuru ficou em quinto lugar, à frente dos candidatos do PSDB, dentre eles, o ex-governador Zé Reinaldo Tavares.
No segundo turno das eleições presidenciais, Maura assumiu a coordenação estadual de campanha de Jair Bolsonaro, que venceu a disputa com 57.797.847 votos, 55,13% dos votos válidos. No Maranhão, o PSD e o MDB declararam apoio formal ao Bolsonaro, bem como alguns políticos importantes, como os deputados federais Aluísio Mendes (Podemos) e Sarney Filho (PV), além dos deputados estaduais Adriano Sarney (PV) e Andrea Murad (PRP) e o ex-secretário de saúde, Ricardo Murad (PRP). A ex-governadora Roseana Sarney (MDB) e o senador Roberto Rocha, ambos derrotados na disputa pelo palácio dos leões, também declararam apoio formal ao candidato do PSL. Apesar da vitória, o desempenho de Bolsonaro, no Maranhão, foi de apenas 26,74%.

### Governo Jair Bolsonaro
Em maio de 2019, Maura Jorge foi convidada pelo presidente Jair Bolsonaro (PSL) para integrar o governo federal. Em junho de 2019, Maura Jorge foi indicada pelo senador Roberto Rocha (PSDB) para ocupar a superintendência estadual da Fundação Nacional de Saúde (FUNASA) no estado do Maranhão. A nomeação ocorreu no dia 13 de junho.

### Eleições de 2020
Devido ao rompimento do presidente Jair Bolsonaro com o PSL, Maura Jorge se juntou à ala bolsonarista para a criação de um novo partido, o Aliança pelo Brasil. Porém, o partido não conseguiu juntar assinaturas suficientes para a sua oficialização, dentro do prazo estipulado para a participação das eleições de 2020. Logo, como pré-candidata a prefeita de Lago da Pedra, Maura precisou buscar uma legenda para se filiar e disputar o pleito. Sendo assim, Maura se filiou ao PSDB, o mesmo partido do senador Roberto Rocha, aliado do presidente no Maranhão. No dia 15 de novembro de 2020, foi eleita prefeita do Município de Lago Da Pedra pela terceira vez com 52,19% dos votos, derrotando assim o então prefeito e candidato à reeleição Laércio Arruda (PC do B), que obteve 47,02% dos votos válidos, não conseguindo se reeleger naquela ocasião.

## Controvérsias

### Acusação de Peculato
Em 2009, o Ministério Público do Maranhão abriu uma ação contra Maura, com a acusação de que sua empregada doméstica seria uma suposta funcionária fantasma em seu gabinete, na Assembleia Legislativa, entre 1999 e 2002. O caso veio à tona em 2005, quando Gercina Vieira tentou se aposentar pelo INSS, mas seu pedido foi indeferido por conta de débitos pendentes. Em 2011, Maura foi absolvida da acusação de peculato.

### Improbidade Administrativa
Já em 2016, Maura Jorge foi condenada em primeira instância ao afastamento do cargo de prefeita, à perda da função pública, ressarcimento integral do dano ao erário e suspensão dos direitos políticos pelo prazo de oito anos, entre outras determinações, por ter usado a publicidade institucional com fim de obter promoção pessoal. A ex-prefeita usava a letra "M" de Maura Jorge na logomarca da prefeitura, que foi imediatamente removida de todos os prédios públicos após a condenação. Em 2017, Maura foi absolvida, em segunda instância, do ressarcimento integral.

### Propaganda  Eleitoral Antecipada
Em 2018, foi encaminhada ao Tribunal Regional Eleitoral do Maranhão, uma representação contra a pré-candidata ao governo do estado por propaganda eleitoral antecipada. O conteúdo da representação baseia-se em outdoors com a foto de Maura Jorge ao lado do presidenciável Jair Bolsonaro e a mensagem "Unidos somos mais fortes". Maura defendeu-se alegando que os outdoors foram colocados por movimentos de direita da capital, como uma demonstração de aceitação da aliança pelos eleitores conservadores e não a pedido dela. Maura foi condenada a pagar uma multa de 5 mil reais por propaganda eleitoral antecipada.